# Радошковичский керамический завод
ОАО «Радошко́вичский керамический завод» (бел. ААТ «Радашковіцкі керамічны завод») — белорусское предприятие по производству стройматериалов, расположенное в городском посёлке Радошковичи Молодечненского района Минской области. Специализируется на выпуске керамических стеновых материалов.

## История
Строительство завода было вызвано острым дефицитом керамических стройматериалов в БССР и началось в 1981 году. Место для завода было выбрано вблизи крупного месторождения глины «Гайдуковка». В 1984 и 1985 годах были введены в эксплуатацию два цеха с французским и итальянским оборудованием. Завод был запроектирован на производство 135 млн штук условного кирпича (80% пустотелого и 20% полнотелого). В 1990 году завод был преобразован в арендное предприятие, в 1997 год — в открытое акционерное общество. В 2000 году мощность оборудования была уменьшена в связи с изменением рыночной конъюнктуры, в начале 2000-х годов началась модернизация. В 2004 году завод освоил производство поризованной керамики, став первым её производителем в Республике Беларусь. Поризованный кирпич массово применяется в строительстве; в частности, его использовали для сооружения Минск-арены и Чижовка-арены в Минске.

## Современное состояние
В 2017 году предприятие произвело 66,5 млн условных кирпичей различных видов стеновых материалов на 16,5 млн рублей (около 8 млн долларов), в том числе:
- 30 млн блоков поризованных;
- 20,3 млн условных кирпичей полнотелых;
- 16,2 млн условных кирпичей пустотелых.

В 2016 году 80,3% продукции было реализовано на внутреннем рынке, в 2017 году — 93%.
В Радошковичах, недалеко от завода, расположено ОАО «Белхудожкерамика», которое занимается изготовлением керамической посуды и сувенирной продукции.